# Tissot (przedsiębiorstwo)

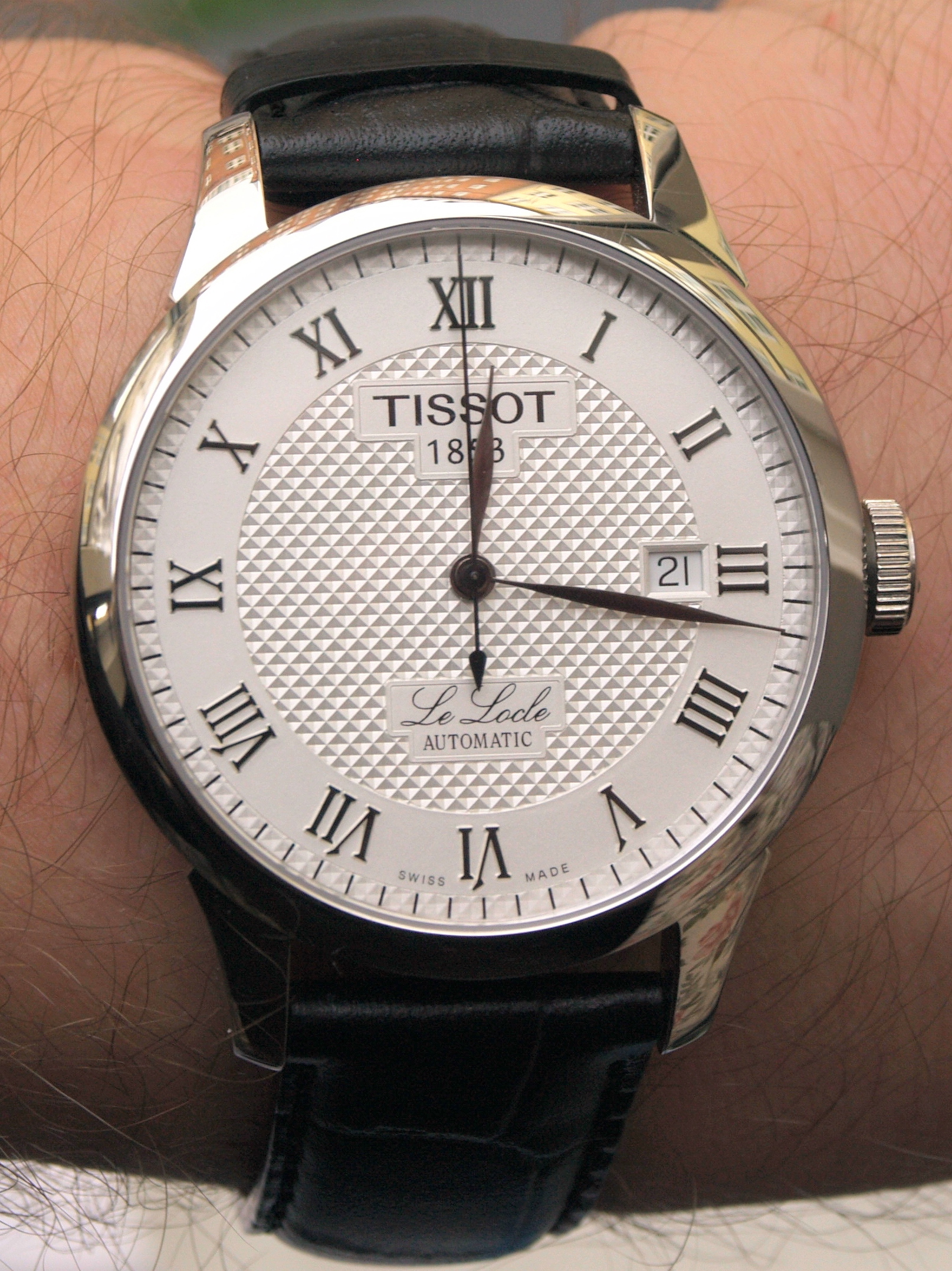
Tissot Le Locle

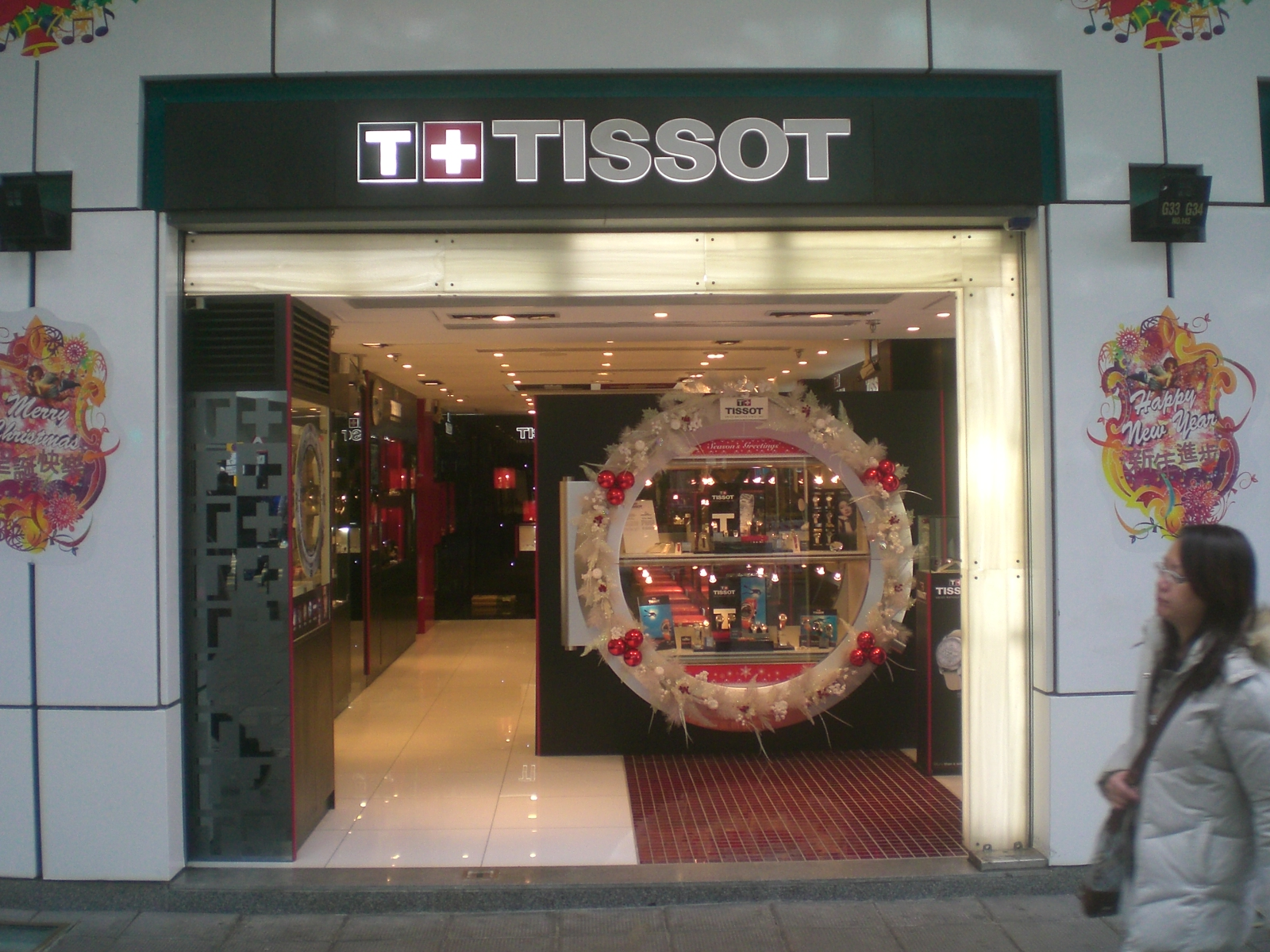
Sklep Tissot

Tissot – szwajcarskie przedsiębiorstwo mające swoją siedzibę w miejscowości Le Locle w Szwajcarii, specjalizujące się w produkcji luksusowych zegarków.

## Historia

### Początki
Tissot został założony w 1853 roku przez Charles-Félicien Tissot i jego syna Charles-Émile Tissot w szwajcarskim mieście Le Locle, położonym w kantonie Neuchâtel w górach Jura.
Charles-Félicien Tissot był złotnikiem specjalizującym się w zdobieniu (giloszowaniu) kopert zegarków kieszonkowych. Jego syn Charles-Emile już od najmłodszych lat interesował się zegarmistrzostwem. W wieku 12 lat rozpoczął praktyki u doświadczonych zegarmistrzów z regionu. W 1853 roku obaj postanowili połączyć siły i otworzyć zakład zegarmistrzowski, który specjalizował się w montażu i produkcji zegarków kieszonkowych. W tym samym roku Charles-Emile Tissot wyjechał do Rosji rządzonej przez Mikołaja II, gdzie nawiązał kontakty handlowe. Do wybuchu rewolucji październikowej 1917 roku carska Rosja była jednym z głównych rynku zbytu dla zegarków kieszonkowych Tissot.
W 1883 roku prowadzenie firmy przejął syn Charles-Emile, Charles (1860-1936).
Zegarki produkowane przez rodzinę Tissot w tym czasie zdobywały prestiżowe nagrody na branżowych konkursach.
W 1888 roku firma otrzymała dyplom Honorowy w Zurychu w 1888 r., Grand Prix i Złoty Medal w Antwerpii w 1890 r. i Grand Prix w Paryżu w 1900 r. i I nagrodę za Chronometry i Chronometry Morskie w Konkursie Obserwatorium Neuchâtel.
W 1911 roku portfolio marki poszerzyło się o naręczne zegarki damskie.
W 1916 roku zaprojektowano jeden z najbardziej rozpoznawalnych zegarków z zakrzywioną kopertą tzw. Tissot „Banana” Watch.

### Tissot w SSIH (lata 1930–1960)
W czasach wielkiego kryzysu, kiedy firma borykała się z problemami finansowymi podjęto decyzję o połączeniu Tissot z Omegą. W 1930 roku powstała spółka holdingowa, la Société Suisse pour l’Industrie Horlogère (Szwajcarskie Towarzystwo Przemysłu Zegarmistrzowskiego, SSIH). Od tej pory przez wiele lat tarcze zegarków produkowanych w Le Locle sygnowane były logiem Tissot-Omega Watch Co.
W 1930 roku marka zaprezentowała na rynku pierwszy na świecie naręczny zegarek z antymagnetycznym wychwytem Tissot Antimagnétique.
Od lat 40. XX wieku następuje dynamiczny rozwój marki, która wytwarza własne kalibry i wprowadza do zegarków szereg usprawnień i innowacji. Jednym z celów Tissot jest tworzenie wysokiej jakości zegarków w atrakcyjnej i przystępnej cenie, a motto „złoto w cenie srebra” staje się jednym z ważnych elementów DNA marki.
W 1953 roku z okazji 100-lecia założenia firmy, pojawia się na rynku Tissot Navigator, pierwszy seryjnie produkowany zegarek z tarczą wskazującą czas w formacie 24-godzinnym. Czas można odczytać bez manipulowania zegarkiem, co w tym czasach jest innowacją.
W 1957 roku wybudowano nowy budynek fabryczny.
W 1958 roku dział technologiczny marki finalizuje prace nad mechanizmem bazowym 871 typu ébauche z centralnym sekundnikiem i datownikiem, który od tej pory stanowi podstawę wszystkim projektów zegarków Tissot.
W latach 60. XX wieku coraz silniej wiąże się ze sportem motorowych i wyścigami samochodowymi. Efektem tych zainteresowań jest model zegarka PR 516 z charakterystyczną bransoletą z otworami, który pojawia na rynku w 1965 roku.
Od 1974 roku firma już oficjalnie sponsoruje zespoły biorące udział w rajdzie Le Mans, a także w Formule 1. Związki ze światem sportu mają odzwierciedlenie w projektowanych wówczas zegarkach.
W 1971 roku marka prezentuje innowacyjny Tissot Astrolon znany również jako IDEA 2001 – pierwszym na świecie zegarek analogowy w całości wykonany z tworzywa sztucznego, łącznie z mechanizmem.

### Kryzys kwarcowy
Pod koniec lat 70. XX wieku Tissot odczuwa skutki wejścia na rynek tańszych i precyzyjniejszych zegarków kwarcowych.
W 1976 roku Tissot wypuszcza na rynek pierwszą kolekcję zegarków kwarcowych, ale nie wpływa to znacząco na poprawę sytuacji finansowej. Firma tnie koszty i zaprzestaje produkcji własnych mechanizmów. W 1977 roku zamyka filie w Peseux i La Chaux-de-Fonds. Mimo to nadal ponosi straty, w rezultacie w 1983 roku staje na krawędzi bankructwa.

### Tissot w Swatch Grup
Sposobem na wyjście z trudnej sytuacji i przetrwanie kryzysu jest fuzja SSIH i ASUAG. W 1983 roku utworzone zostaje SMH (Swiss Microelectronics and Horology Company), który od 1985 roku kierowane jest przez Nicolasa Hayeka. W 1998 roku zmienia nazwę na Swatch Group.

### Historia współczesna
Po restrukturyzacji Tissot wraca na rynek. Przełomem okazuje się zaprojektowanie w 1999 roku Tissot Touch – pierwszych zegarków analogowych ze strefami dotykowymi. W 2013 roku Tissot prezentuje mechanizm Powermatic 80 cechujący się najdłuższą rezerwą chodu wynoszącą 80 godzin.
Obecnie Tissot pozycjonowany jest na rynku jako marka oferująca zegarki ze średniej półki. Marka obecna jest w 160 krajach oferując szerokie portfolio zegarków: od klasycznych zegarku garniturowych po sportowe modele chronografem, tym zegarki solarne T-Touch.
Marka silnie związana ze światem sportu, gdzie angażuje się jako sponsor i pełni funkcję oficjalnego chronometrażysty (m.in. jak Moto GP, NBA, Tour de France czy Mistrzostwa Świata Superbike).

### Kolekcje zegarków Tissot[11]
- T-Sport: zegarki sportowe i nurkowe.
- T-Classic: zegarki klasyczne. Przyrostek „Chemin des Tourelles” przy nazwie to ulica głównej siedziby Tissot w Le Locle.
- T- Lady: kolekcja zegarków damskich o zróżnicowanej stylistyce (klasyczne, sportowe, biżuteryjne).
- Heritage: zegarki w stylu retro nawiązujące do kultowych modeli marki.
- T-Pocket: zegarki kieszonkowe w stylu nowoczesnym i retro.
- T-Gold: zegarki z kopertami lub elementami z 18-karatowego złota.

### Innowacje Tissot
1853: pierwszy zegarek kieszonkowy z dwiema strefami czasowymi.
1930: Tissot Antimagnétique – pierwszy zegarek antymagnetyczny naręczny.
1951: Tissot Navigator – pierwszy automatyczny zegarek na rękę z 24 strefami czasowymi bez manipulacji.
1971: IDEA 2001 Astrolon – pierwszy na świecie zegarek wyprodukowany z tworzywa sztucznego.
1985: Rock Watch – do budowy koperty zegarka zastosowano alpejski granit.
1987: Pearl Watch – zegarek wykonany z masy perłowej.
1988: Wood Watch – czasomierz, którego koperta i tarcza wykonana jest z wrzośca korsykańskiego – drewna używanego do wyrobu fajek
1999: Tissot Touch – pierwszy zegarek analogowy w historii wyposażony w technologię dotykową.
2012: premiera mechanizmu z 80-godzinną rezerwą chodu Powermatic 80.